# Peregrinación de las tres casas sanctas de Jherusalem, Roma y Santiago
La Peregrinación de las tres casas sanctas de Jherusalem, Roma y Santiago, publicada en Burgos por Alonso de Melgar en 1523, fue la última y la más importante de las obras literarias escritas por Pedro Manuel de Urrea. 
En ella el autor aragonés reconstruye literariamente los viajes que realizó por todo el Mediterráneo entre agosto de 1517 y mayo de 1519, que le llevaron a visitar los tres lugares santos de Roma, Jerusalén y Santiago. La obra, prohibida ya en el primer índice inquisitorial de 1551, se había dado por desaparecida, pero, afortunadamente, se dio a conocer en 2006 el descubrimiento de un único ejemplar sobreviviente que  permite tener de nuevo acceso al texto después de casi quinientos años. 
La Peregrinación es una obra miscelánea de gran valor literario, que incluye, junto al relato en prosa de los viajes del autor y la descripción de las principales ciudades por las que pasó (Zaragoza, Barcelona, Roma, Venecia, Creta, Rodas, Jerusalén, Nápoles, Burgos, León y Santiago), un gran número de composiciones poéticas, varias versificaciones de textos evangélicos, una gran cantidad de narraciones insertas o la transcripción en alfabeto latino de las principales oraciones litúrgicas ortodoxas, entre otras aportaciones.
En resumen, el descubrimiento de la Peregrinación convierte la figura literaria de Pedro Manuel de Urrea en una de las más importantes del panorama literario español al principio del Renacimiento.